# Matt Neumann
Matthew John „Matt“ Neumann (* 11. Juli 1989 in Vancouver, British Columbia) ist ein ehemaliger kanadischer Biathlet. Er wurde 2011 zweifacher Nordamerikameister.

## Sportliche Laufbahn
Matt Neumann begann mit sieben Jahren als Skilangläufer beim Caledonia Nordic Ski Club in Prince George. Im Alter von zehn Jahren wechselte er unter dem Einfluss der örtlichen Biathlontrainer Jeremy Campbell und Fiona Coy zum Biathlonsport. Beide trainierten ihn für die nächsten sieben Jahre. 2008 gewann er im Einzel seinen ersten Titel bei kanadischen Juniorenmeisterschaften in Callaghan Valley, im Jahr darauf wurde er in Valcartier Sieger im Einzel und im Sprint. 2009 startete er in Canmore erstmals bei Juniorenweltmeisterschaften. Bei der Heim-WM wurde Neumann 57. im Einzel, 54. im Sprint, 57. der Verfolgung und 15. mit der Staffel Kanadas. Zudem trat er bei den Nordamerikameisterschaften der Junioren 2009 in Valcartier an und gewann dort im Mixed mit seinem Bruder Aaron und Megan Tandy die Silbermedaille, zudem belegte er in Einzel und Sprint jeweils Platz drei. Im weiteren Verlauf des Jahres trat er auch bei den Juniorenwettbewerben der Sommerbiathlon-Weltmeisterschaften 2009 in Oberhof an und erzielte dort zwei Top-20-Ergebnisse sowie einen sechsten Platz mit der Staffel. Nach einer weiteren Junioren-WM-Teilnahme Anfang 2010 kam bei den nationalen Jugendmeisterschaften ein weiterer Titelgewinn hinzu, mit seinem Bruder Aaron und Emma Lunder gewann er zudem als Vertretung British Columbias den Mixedstaffelwettkampf.

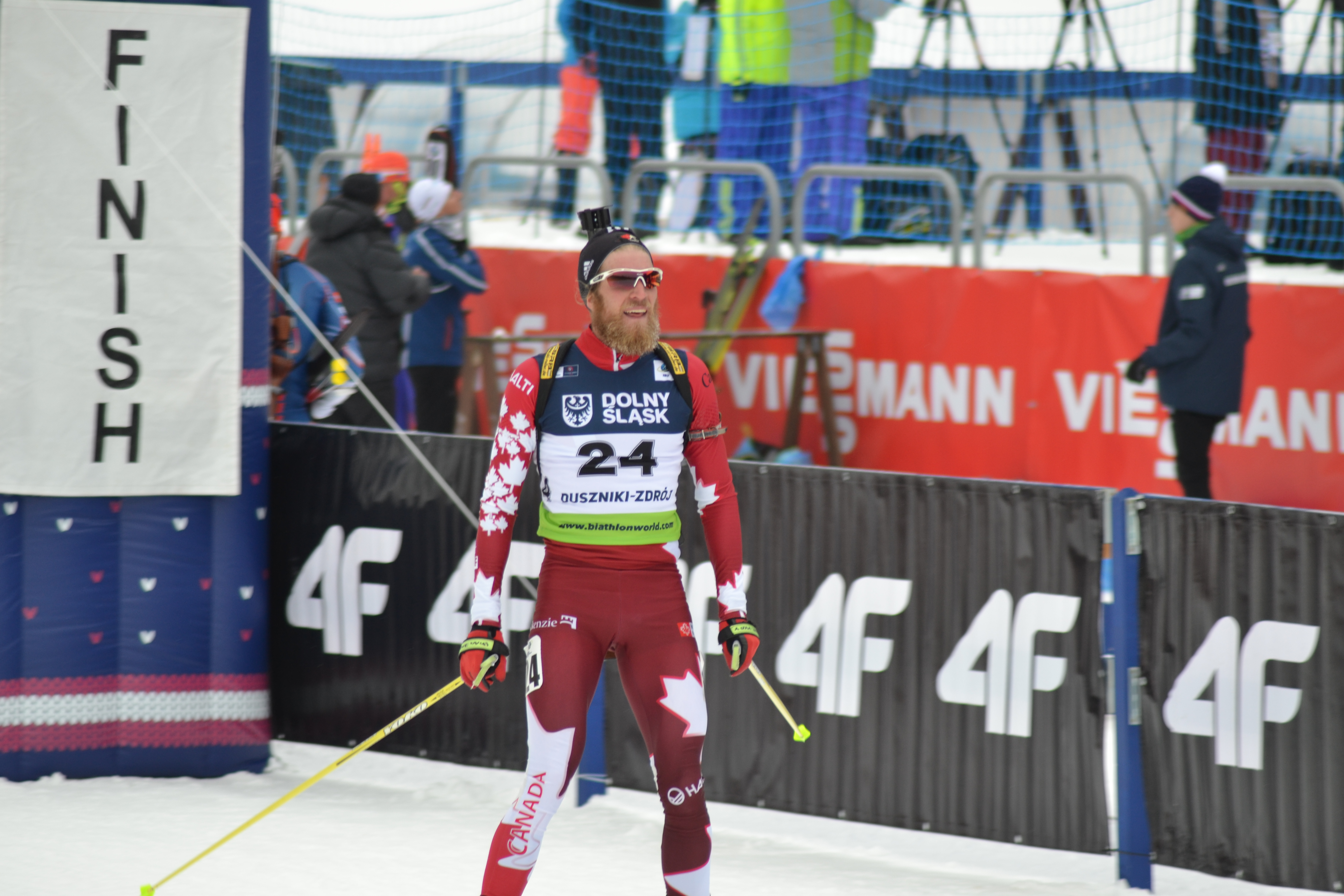
Zieleinlauf im EM-Einzel 2017

Bei den Männern im Leistungsbereich debütierte Neumann in der Saison 2010/11 im Biathlon-NorAm-Cup. In Canmore erreichte er als Drittplatzierter hinter Scott Gow und Robin Clegg erstmals das Podium in der höchsten kontinentalen Rennserie Nordamerikas, im anschließenden Verfolgungsrennen musste er sich nur noch Gow geschlagen geben. Bei den kanadischen Meisterschaften 2011 in Charlo wurde er im Einzel hinter Scott Perras Vizemeister, bei den nordamerikanischen Meisterschaften desselben Jahres gewann er Gold im Sprint sowie in der Verfolgung. Im darauffolgenden Winter gab der Kanadier in Canmore sein Debüt im IBU-Cup und erzielte recht schnell einen 16. Platz im Einzel, was sein bis zum Karriereende bestes Resultat auf dieser Rennebene bleiben sollte. In den folgenden Saisons verbaute er sich gute Ergebnisse oft mit Fehlern am Schießstand, sodass nur selten Punktgewinne zustande kamen. Im Februar 2015 nahm Neumann erstmals an Offenen Europameisterschaften teil und wurde Zehnter mit der Herrenstaffel, im Jahr darauf startete er bei den Überseerennen in Presque Isle, Maine erstmals im Weltcup, wo im Sprint Rang 82 resultierte und in der ersatzgeschwächten Staffel um Neumann, Scott Perras, Carsen Campbell und Matthew Hudec nur der 15. und damit vorletzte Platz zu Buche stand. Im Winter 2016/17 startete der Kanadier zum letzten Mal im IBU-Cup und nahm an der EM teil, erbrachte aber keine nennenswerten Ergebnisse. Seit Anfang 2018 bestreitet er auch national keine Wettkämpfe mehr.

## Statistiken

### Weltcupplatzierungen
Die Tabelle zeigt alle Platzierungen (je nach Austragungsjahr einschließlich Olympische Spiele und Weltmeisterschaften).
- 1.–3. Platz: Anzahl der Podiumsplatzierungen
- Top 10: Anzahl der Platzierungen unter den ersten zehn (einschließlich Podium)
- Punkteränge: Anzahl der Platzierungen innerhalb der Punkteränge (einschließlich Podium und Top 10)
- Starts: Anzahl gelaufener Rennen in der jeweiligen Disziplin
- Staffel: inklusive Mixed- und Single-Mixed-Staffeln

| Platzierung | Einzel | Sprint | Verfolgung | Massenstart | Staffel | Gesamt |
| ----------- | ------ | ------ | ---------- | ----------- | ------- | ------ |
| 1. Platz    |        |        |            |             |         |        |
| 2. Platz    |        |        |            |             |         |        |
| 3. Platz    |        |        |            |             |         |        |
| Top 10      |        |        |            |             |         |        |
| Punkteränge |        |        |            |             | 1       | 1      |
| Starts      |        | 1      |            |             | 1       | 2      |

### Juniorenweltmeisterschaften
Ergebnisse bei Juniorenweltmeisterschaften:
| Weltmeisterschaften | Weltmeisterschaften | Einzelwettbewerbe | Einzelwettbewerbe | Einzelwettbewerbe | Herrenstaffel |
| Jahr                | Ort                 | Einzel            | Sprint            | Verfolgung        | Herrenstaffel |
| ------------------- | ------------------- | ----------------- | ----------------- | ----------------- | ------------- |
| 2009                | Canmore             | 57.               | 54.               | 47.               | 15.           |
| 2010                | Torsby              | 73.               | 46.               | 46.               | 12.           |